# 鄂爾奇
鄂爾奇（1682年—1735年），滿洲鑲藍旗人，西林觉罗氏，字季正，一字复庵，号癯客，军机大臣鄂尔泰之弟。清朝政治人物、清朝兵部尚書。

## 生平
康熙四十七年（1708年）戊子科中举，康熙五十一年（1712年），登進士，授编修。雍正年间，历任工部侍郎、礼部侍郎、左都御史。雍正九年九月丁卯，接替查弼納，擔任清朝兵部尚書，雍正十年（1732年），晋升为戶部尚書兼步军统领。由性桂接任兵部尚書。雍正十一年（1733年）因营私扰民，被李卫参劾罢职。两年后卒。

## 家庭
- 父鄂拜，曾任国子祭酒。母齊馬里氏。
- 胞兄大学士鄂尔泰。
- 妻木氏。
- 子鄂倫。妻納蘭氏（父正黄旗满洲、甘肅提督恭勤公瞻岱，曾祖头等侍卫、词人纳兰性德）。
- 女西林覺羅氏，嫁镶黄旗满洲、侍郎鈕祜祿氏書山（父康熙五十四年（1715年）乙未科進士德齡 (康熙進士)）。